# Institut supérieur de technologie médicale
 (avril 2024).
La mise en forme du texte ne suit pas les recommandations de Wikipédia : il faut le « wikifier ».
Les points d'amélioration suivants sont les cas les plus fréquents :
- Les titres sont pré-formatés par le logiciel. Ils ne sont ni en capitales, ni en gras.
- Le texte ne doit pas être écrit en capitales (les noms de famille non plus), ni en gras, ni en italique, ni en « petit »…
- Le gras n'est utilisé que pour surligner le titre de l'article dans l'introduction, une seule fois.
- L'italique est rarement utilisé : mots en langue étrangère, titres d'œuvres, noms de bateaux, etc.
- Les citations ne sont pas en italique mais en corps de texte normal. Elles sont entourées par des guillemets français : « et ».
- Les listes à puces sont à éviter, des paragraphes rédigés étant largement préférés. Les tableaux sont à réserver à la présentation de données structurées (résultats, etc.).
- Les appels de note de bas de page (petits chiffres en exposant, introduits par l'outil «  Source ») sont à placer entre la fin de phrase et le point final[comme ça].
- Les liens internes (vers d'autres articles de Wikipédia) sont à choisir avec parcimonie. Créez des liens vers des articles approfondissant le sujet. Les termes génériques sans rapport avec le sujet sont à éviter, ainsi que les répétitions de liens vers un même terme.
- Les liens externes sont à placer uniquement dans une section « Liens externes », à la fin de l'article. Ces liens sont à choisir avec parcimonie suivant les règles définies. Si un lien sert de source à l'article, son insertion dans le texte est à faire par les notes de bas de page.
- La présentation des références doit suivre les conventions bibliographiques. Il est recommandé d'utiliser les modèles {{Ouvrage}}, {{Chapitre}}, {{Article}}, {{Lien web}} et/ou {{Bibliographie}}. Le mode d'édition visuel peut mettre en forme automatiquement les références.
- Insérer une infobox (cadre d'informations à droite) n'est pas obligatoire pour parachever la mise en page.

Pour une aide détaillée, merci de consulter Aide:Wikification.
Si vous pensez que ces points ont été résolus, vous pouvez retirer ce bandeau et améliorer la mise en forme d'un autre article.
L'Institut supérieur de technologie médicale, en abrégé ISTM, est un établissement d’enseignement supérieur camerounais créé en 2007.  Il fait partie des trois établissements privés autorisés à former les étudiants en médecine.

## Historique
L'ISTM reçoit un accord de création par l'arrêté no 05/0087/MINESUP du 7 septembre 2005. Il voit le jour en 2007 par l'autorisation d'ouverture no 07/ 0130 / MINESUP du 21 septembre 2007. En 2010, il intègre les cycles de Licence, Master et Doctorat par la lettre d'accord no 000027/MINESUP/CA/IGA/EPC/CA de janvier 2010. 
Jean Marie Thomas Ningouloubel en est le promoteur, et assure la présidence du conseil d'établissement,.

## Formations proposées
Quatre spécialités diplômantes sont proposées à l’Institut :
- Médecine générale
- Santé publique
- Sciences biomédicales
- Kinésithérapie[3]

## Infrastructures
L'ISTM dispose d'une salle multimédia, d'un laboratoire, d'un campus et d'un hôpital d'application mise en service officiellement le 19 juin 2018.

## Partenariats
Tutelle administrative: Ministère de l'enseignement supérieur
Tutelle académique: Université de Douala
Université Nazi Boni